# Milena Glimbovski

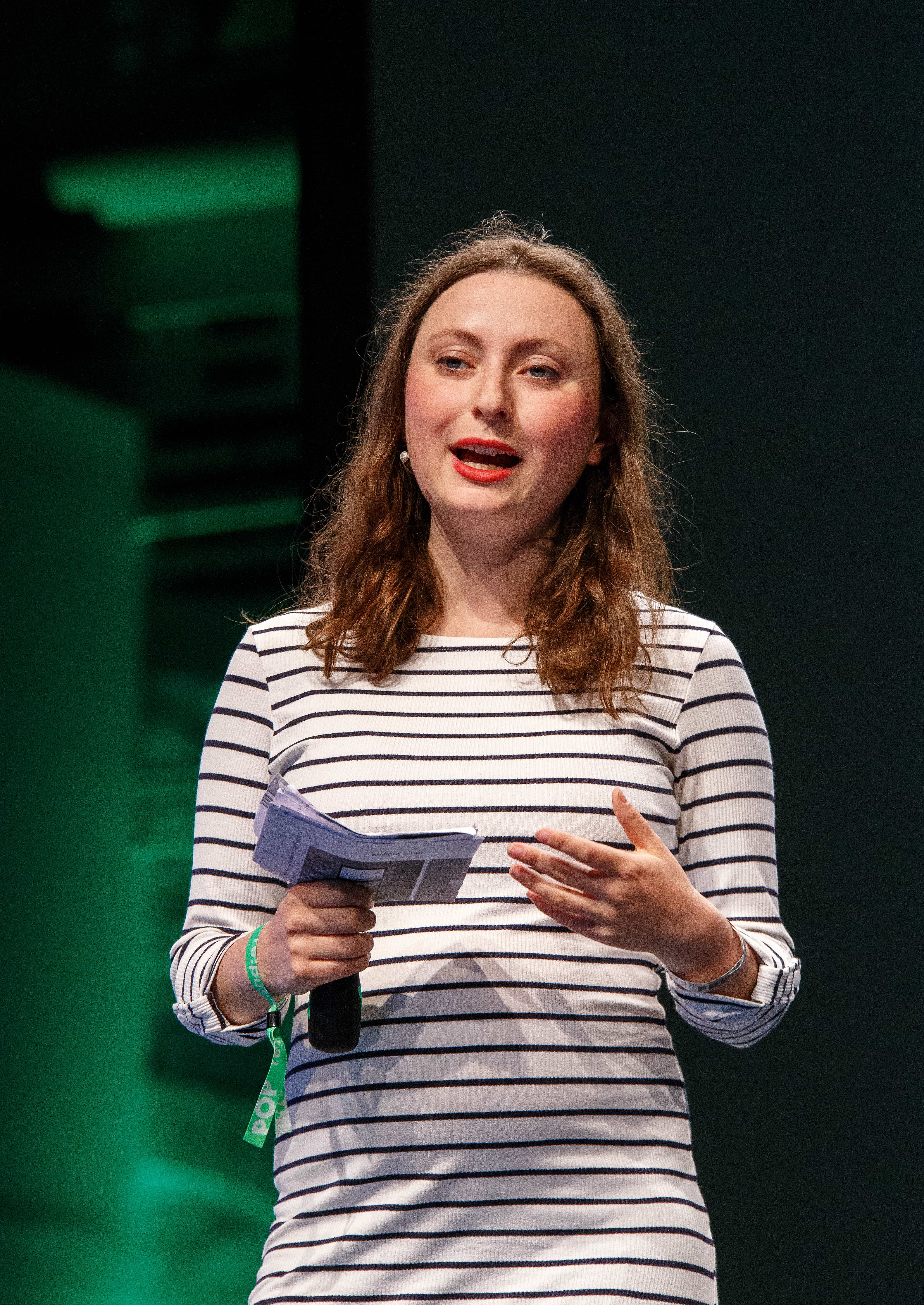
Milena Glimbovski auf der re:publica 2018

Milena Glimbovski (* 1990 in Sibirien, Sowjetunion) ist eine russisch-deutsche Unternehmerin, Autorin und Klima- und Umwelt-Aktivistin. Bekanntheit erlangte Glimbovski vor allem durch die Gründung des Berliner Lebensmittelgeschäftes Original Unverpackt, in dem Waren ohne Einwegverpackungen verkauft werden.

## Leben
Glimbovski wurde 1990 in Sibirien, in der damaligen Sowjetunion, geboren. 1995 zog ihre Familie mit ihr von Moldawien nach Deutschland, sie wuchs in Hannover auf und besuchte unter anderem die Wilhelm-Raabe-Schule. Nach einer Ausbildung zur Mediengestalterin begann Glimbovski an der Berliner Universität der Künste Gesellschafts- und Wirtschaftskommunikation zu studieren, brach das Studium jedoch später ab.
Nach langer Vorbereitungszeit startete Glimbovski zusammen mit Sara Wolf 2014 ein Crowdfunding, um die Finanzierung der Gründung ihres Lebensmittelgeschäftes Original Unverpackt zu ermöglichen. Das Crowdfunding war mit einer eingesammelten Summe von 100.000 Euro erfolgreich, sodass das Geschäft 2014 öffnete. Im Juni 2022 rutschte die Firma durch die Auswirkungen der Corona-Pandemie in die Insolvenz. Es fand sich jedoch eine Käuferin, sodass der Geschäftsbetrieb fortgeführt wird.
Der Gründung von Original Unverpackt folgten seit 2014 zahlreiche Läden innerhalb Deutschlands wie weltweit. Glimbovski gilt mit der Gründung von Original Unverpackt als Initialzünderin der Zero-Waste-Bewegung in Deutschland, zahlreiche Medien berichteten nicht nur über den verpackungsfreien Supermarkt als solchen, sondern porträtierten auch die Gründerin. Die Deutsche Welle bezeichnete sie als „Climate Hero“. Die Online-Plattform Edition F kürte sie zu einer von „25 Frauen, die unsere Welt besser machen“.
2015 gründete Milena Glimbovski zusammen mit Jan Lenarz den Verlag Ein guter Plan, der Bücher und Kalender zum Thema Achtsamkeit verkauft. Unter anderem geben die beiden den Kalender für Achtsamkeit mit dem Titel Ein Guter Plan heraus, ein Jahreskalender, der nicht als Terminübersicht gilt, sondern vor allem als Sachbuch und Lebensplaner gedacht ist.
Im November kürte eine Jury des Berliner Senats, der Investitionsbank Berlin und der Berliner IHK  Glimbovski zur Unternehmerin des Jahres 2018.
Bekannt ist Glimbovski als Referentin zu den Themen Nachhaltigkeit und Zero Waste und tritt auf zahlreichen Konferenzen in Deutschland und im Ausland auf.
In der „Arte Re:“-Dokumentation ADHS bei Erwachsenen berichtet Glimbovski von ihrer ADHS-Diagnose und ihren Umgang damit.

## Werke
- Ohne Wenn und Abfall. Kiepenheuer & Witsch, 2017, ISBN  978-3-462-05019-6.
- Weil ich ein Mädchen bin. In: Scarlett Curtis (Hrsg.): The Future is female! Was Frauen über Feminismus denken. Goldmann Verlag, 2018, ISBN 978-3-44215982-6, S. 167–172.
- mit Susanne Mierau und Katja Vogt: Einfach Familie leben. Der Minimalismus-Guide: Wohnen, Kleidung, Lifestyle, Achtsamkeit. Knesebeck Verlag, April 2019, ISBN 978-3-95728-270-5.
- Über Leben in der Klimakrise. Ullstein, 2023, ISBN 978-3-548068053.